# ビリチェク島
ビリチェク島(ビリチェクとう、ロシア語: Остров Вильчека)は北極海の一部であるバレンツ海に位置するロシア連邦領ゼムリャフランツァヨシファにある島である。1873年8月30日にオーストリア＝ハンガリー帝国の探検家、ユリウス・フォン・パイアーにより発見された 。